# Semane
Semane – wieś w Botswanie w dystrykcie Southern. Według spisu ludności z 2011 roku wieś liczyła 549 mieszkańców.